# Premier League Golden Glove
Premier League Golden Glove, známá také jako Zlatá rukavice Premier League, je každoroční ocenění fotbalového svazu udělované brankáři s nejvíce čistými konty v Premier League. Ve fotbale lze o brankáři týmu říci, že „udržují čisté konto“, pokud neinkasuje gól v průběhu celého zápasu.
Premier League byla založena v roce 1992, kdy kluby hrající Football League First Division opustily English Football League a založily novou komerčně nezávislou ligu, která sjednávala vlastní vysílací a sponzorské smlouvy. Zlatou rukavici původně mohl vyhrát pouze jediný brankář; pokud by došlo k nerozhodnému výsledku, ocenění by obdržel brankář s nižším počtem odehraných zápasů. Počínaje sezónou 2013/14 však Zlatou rukavici obdrží všichni brankáři, kteří získali nejvyšší počet čistých kont bez ohledu na počet odehraných utkání.
V roce 2005 obdržel historicky první Zlatou rukavici Premier League Petr Čech z Chelsea. Jeho dvacet čtyři čistých kont v jedné sezóně je rekordem k sezóně 2020/21. Od roku 2005 získal Čech toto ocenění nejčastěji spolu s Joem Hartem se 4 vítězstvími, přičemž Čech je jediným brankářem, který získal ocenění se dvěma různými týmy (Chelsea a Arsenal). Pepe Reina byl prvním brankářem, který dokázal obhájit toto ocenění ve dvou sezónách po sobě a to v sezónách 2006/07 a 2008/09. Následující sezónu získal cenu opět Reina, je tak spolu s Hartem jediný gólman, který vyhrál tuto trofej třikrát po sobě. Angličanovi se to podařilo v dresu Manchesteru City v letech 2010 až 2013.
V sezóně 2008/09 překonal Edwin van der Sar Čechův předchozí rekord deseti po sobě jdoucích čistých kont, když rekord posunul na 14 zápasů. Van der Sar odchytal 1311 minut bez inkasovaného gólu.

## Historické názvy
- 2005–2016 — Barclays Golden Glove
- 2017–2020 — Cadbury Golden Glove
- 2021 — Coca-Cola Zero Sugar Golden Glove
- od 2022  — Castrol Golden Glove

## Vítězové

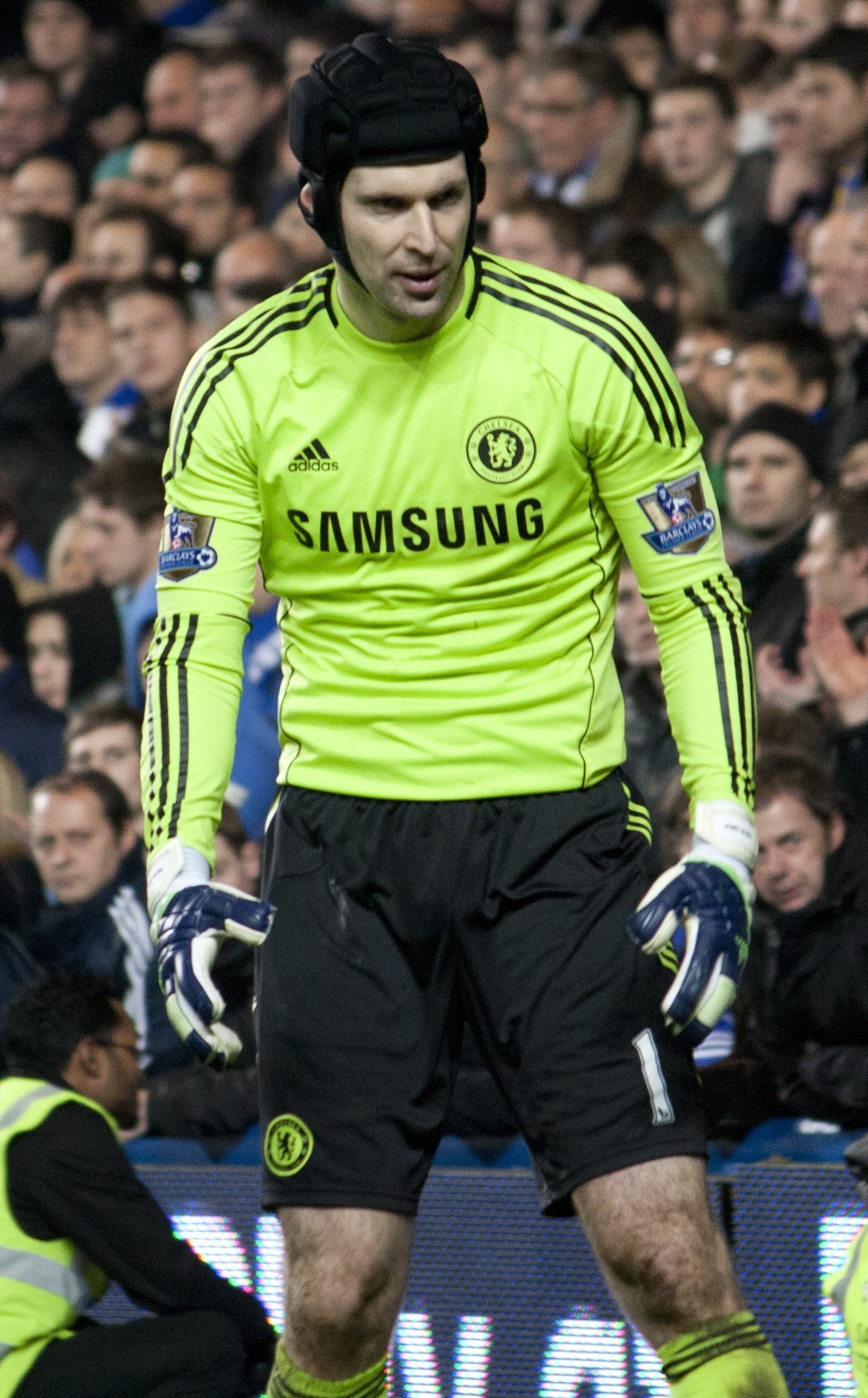
Petr Čech obdržel historicky první ocenění v roce 2005.

| Hráč (X) | Jméno hráče a počet, kolikátou Zlatou rukavici v daném okamžiku cenu vyhrál (pokud je jich více, než jedna) |
|          | Označuje několik vítězů ocenění ve stejné sezóně                                                            |
|          | Označuje, že klub byl vyhrál Premier League ve stejné sezóně                                                |

| Sezóna  | Hráč              |            | Klub              | Čistá konta | Ref(s)        |
| ------- | ----------------- | ---------- | ----------------- | ----------- | ------------- |
| 2004/05 | Petr Čech         | Česko      | Chelsea           | 24          | [ 5 ]         |
| 2005/06 | Pepe Reina        | Španělsko  | Liverpool         | 20          | [ 2 ]         |
| 2006/07 | Pepe Reina (2)    | Španělsko  | Liverpool         | 19          | [ 9 ]         |
| 2007/08 | Pepe Reina (3)    | Španělsko  | Liverpool         | 18          | [ 10 ] [ 11 ] |
| 2008/09 | Edwin van der Sar | Nizozemsko | Manchester United | 21          | [ 8 ] [ 12 ]  |
| 2009/10 | Petr Čech (2)     | Česko      | Chelsea           | 17          | [ 2 ]         |
| 2010/11 | Joe Hart          | Anglie     | Manchester City   | 18          | [ 13 ] [ 14 ] |
| 2011/12 | Joe Hart (2)      | Anglie     | Manchester City   | 17          | [ 15 ]        |
| 2012/13 | Joe Hart (3)      | Anglie     | Manchester City   | 18          | [ 6 ] [ 16 ]  |
| 2013/14 | Petr Čech (3)     | Česko      | Chelsea           | 16          | [ 17 ]        |
| 2013/14 | Wojciech Szczęsny | Polsko     | Arsenal           | 16          | [ 17 ]        |
| 2014/15 | Joe Hart (4)      | Anglie     | Manchester City   | 14          | [ 18 ]        |
| 2015/16 | Petr Čech (4)     | Česko      | Arsenal           | 16          | [ 19 ]        |
| 2016/17 | Thibaut Courtois  | Belgie     | Chelsea           | 16          | [ 20 ]        |
| 2017/18 | David de Gea      | Španělsko  | Manchester United | 18          | [ 21 ]        |
| 2018/19 | Alisson           | Brazílie   | Liverpool         | 21          | [ 22 ]        |
| 2019/20 | Ederson           | Brazílie   | Manchester City   | 16          | [ 23 ]        |
| 2020/21 | Ederson (2)       | Brazílie   | Manchester City   | 19          | [ 24 ]        |
| 2021/22 | Ederson (3)       | Brazílie   | Manchester City   | 20          | [ 25 ]        |
| 2021/22 | Alisson (2)       | Brazílie   | Liverpool         | 20          | [ 25 ]        |
| 2022/23 | David de Gea (2)  | Španělsko  | Manchester United | 17          | [ 26 ]        |

## Vítězové podle národností
| Stát       | Celkem |
| ---------- | ------ |
| Brazílie   | 5      |
| Španělsko  | 5      |
| Česko      | 4      |
| Anglie     | 4      |
| Belgie     | 1      |
| Nizozemsko | 1      |
| Polsko     | 1      |

## Vítězové podle klubů
| Klub              | Celkem |
| ----------------- | ------ |
| Manchester City   | 7      |
| Liverpool         | 5      |
| Chelsea           | 4      |
| Manchester United | 3      |
| Arsenal           | 2      |